# Борищак Олексій Андрійович
Олексі́́й Андрі́́йович Борища́к (1 серпня 1979, Першотравневе, нині Куп'янського району, Харківської області — 29 серпня 2014, Побєда, Донецька область) — український військовик, підполковник (посмертно) Збройних сил України, учасник російсько-української війни.

## Короткий життєпис
Народився 1 серпня 1979 року в селі Першотравневе, нині Куп'янського району, Харківської області. З 1983 року із батьками проживав у місті Кременчук Полтавської області, 1994 року закінчив 9 класів кременчуцької ЗОШ № 31, Кременчуцький технікум залізничного транспорту, займався гирьовим спортом, посідав призові місця. Вступав до військових закладів вищої освіти, але не проходив за конкурсом.
З 1998 році призваний на строкову службу, під час неї вступив до Харківського інституту танкових військ. На 3-му курсі одружився — закінчив навчання 2003 року. Відтак був командиром роти снайперів в навчальному центрі «Десна», згодом служив на командних посадах у 93-й ОМБр. 2013 року «Десну» почали розформовувати та Олексій разом з дружиною перевівся в Черкаське на Дніпропетровщині.
Майор, заступник командира 1-го батальйону 93-ї окремої механізованої бригади. З березня 2014 року з підрозділом вирушив у Луганську область на кордон з Росією. 28 липня повернувся на ротацію, 19 серпня після бойового злагодження знову вирушив у зону бойових дій під Іловайськ.
Востаннє виходив на зв'язок із рідними 29 серпня. Загинув під час виходу з Іловайського котла «зеленим коридором» на дорозі в районі села Побєда — майор Борищак лишився прикривати відхід підрозділу.
Місцеві мешканці тимчасово поховали полеглого у братській могилі села Побєда. Ексгумований 18 вересня 2014 року пошуковцями Місії «Евакуація-200» («Чорний тюльпан»), привезений до Дніпропетровська. Лежав в одній могилі разом з Віктором Ілляшенком, Романом Яковцем та невідомими полеглими.
Спочатку його поховали у Дніпропетровську на Алеї Героїв як невідомого солдата, у лютому 2015 року ідентифікований. 13 березня 2015 року після прощання у Свято-Миколаївській церкві Олексія перепоховали на Свіштовському кладовищі у Кременчуці.
Залишилися мама Людмила, дружина Оксана, донька Валерія (нар. 2004).

## Нагороди та вшанування
За особисту мужність і героїзм, виявлені у захисті державного суверенітету та територіальної цілісності України, вірність військовій присязі під час російсько-української війни, відзначений — нагороджений:
- 22 вересня 2015 року — орденом Богдана Хмельницького III ступеня (посмертно)[3];
- відзнакою «За вірність народу України» І ступеня Полтавської обласної ради, 21 жовтня 2015 року (посмертно)[4];
- 24 жовтня 2015 року в кременчуцькій ЗОШ № 31 відкрито меморіальні таблиці випускникам Олексію Борищаку, Богдану Гавелі, Юрію Гудзенку та Антонові Кирилову[5][6];
- Його портрет розміщений на меморіалі «Стіна пам'яті полеглих за Україну» в Києві: секція 3, ряд 5, місце 34;
- Вшановується 29 серпня на щоденному ранковому церемоніалі вшанування українських захисників, які загинули цього дня в різні роки внаслідок російської збройної агресії[7]
- нагрудним знаком «Іловайський хрест» (посмертно)[8]